# Нейропсихологическая диагностика
Нейропсихологическая диагностика (нейропсихологическое обследование) — исследование психических процессов с помощью серий специальных методик и проб. В ходе диагностики определяется морфо-функциональное состояние мозга, квалифицируются нарушения и выявляются количественные характеристики состояния высших психических функций (ВПФ), происходит их топическое соотнесение с определенными областями мозга. Также можно определить целостный синдром нарушения ВПФ, который может быть обусловлен тем или иным нарушением одного или нескольких факторов, уровень реализации психических процессов, латерализацию патологического процесса. Кроме того, в ходе нейропсихологической диагностики выявляются поврежденные и сохранные звенья психической функции. После диагностики при выявлении патологии или дефектов осуществляется нейропсихологическая коррекция. 
В настоящее время, большинство российских нейропсихологов использует луриевскую батерею нейропсихологических тестов и стимульных материалов для диагностики состояния высших психических функций человека.

## История развития нейропсихологической диагностики
В России большая часть нейропсихологических методик была создана А. Р. Лурией и его учениками в 1940—1960-е годы. Большой вклад в становление этих методик внесли культурно-историческая теория развития психики Л. С. Выготского, теория поэтапного формирования умственных действий П.Я. Гальперина и теория деятельности А.Н. Леонтьева. Некоторые методики были заимствованы у зарубежных авторов. Таковыми является проба Хэда, исследующая пространственный праксис, проба на латерализацию тактильных стимулов, созданная Тойбером, а также проба на дихотическое прослушивание Д. Кимура и др. Изначально изучались больные с локальными поражениями мозга; в последние десятилетия также исследуются пациенты с диффузной мозговой патологией. С 1960—1970-х начинается сопоставление больных со здоровыми лицами, что открывает новые границы исследований.

#### Задачи исследования при локальных поражениях мозга.
А. Р. Лурия в своем труде «Высшие корковые функции и их нарушения при локальных поражениях мозга» выделил задачи исследования при локальных поражениях мозга. Основной задачей является выделение основного дефекта в результате описания общей картины изменений определенных функций, а также выведение из основного дефекта вторичные системные нарушения. В ходе обследования обязательно следует уточнять структуру и значение симптома, что возможно только при экспериментально-психологических методах исследования больного. Психолог выделяет только существенный, интересующий его процесс, мысленно абстрагируясь от всех остальных процессов, и его изучение ведется в специально организованных условиях. Для того, чтобы отчетливо выделить синдром, нужно располагать широкой серией проб, которые включают в себя изучение слухового, зрительного, кинестетического и двигательного анализа и синтеза, мышления, речи, памяти и других психических функций.

## Виды нейропсихологической диагностики

### Топическая диагностика.
Широко применяется в нейропсихологии. В ходе топической диагностики удается выявить конкретную локализацию, то есть определить место поражения и уровень поражения ЦНС (на уровне коры или подкорковых структур мозга). Довольно большой вклад в топическую диагностику внес А. Р. Лурия. Ему удавалось выявить верную локализацию поражения практически в 96 % случаев. В настоящее время при обследовании в истории болезни принято указывать данные нейровизуализации и заключение нейропсихолога.

### Функциональная диагностика.
Отслеживает изменение психических функций в динамике нейропсихологического реабилитационного воздействия и/или фармакологического лечения. Для функциональной диагностики требуется различный стимульный материал, так как в процессе диагностики не исключено научение.

### Индивидуально-типологическая диагностика.
В процессе этой диагностики обращается внимание на индивидуальные различия мозговой организации психических функций в норме. Особый интерес представляют группы риска (к примеру, дети-левши, у которых на начальных стадиях школьного обучения могут возникнуть трудности освоения письма, чтения, счета).

### Диагностика аномалий развития.
Это нейропсихологическая диагностика особенностей психических функций у детей с отклонениями в развитии.  Для осуществления такой диагностики нейропсихологу нужны специальные знания по возрастной психологии, физиологии, анатомии ЦНС у детей. Необходима специальная адаптация и подбор диагностических методик. В процедуру этой диагностики часто включается обучающий эксперимент.

## Возможности нейропсихологической диагностики
1. Описание целостного синдрома нарушенных особенностей ВПФ, обусловленного поломкой или особым состоянием одной или нескольких мозговых факторов.
2. Определение особенностей энергетических, операциональных и регуляторных составляющих психических процессов и уровня их реализации (произвольный и непроизвольный).
3. Определение преимущественной латерализации патологического процесса.
4. Определение поврежденных и сохранных звеньев психических функций.
5. Определение различий нарушения одной и той же психической функции при поражении различных участков мозга. (А. Р. Лурия. Высшие корковые функции и их нарушение при локальных поражениях мозга. — М., 1962, 2-е изд. 1969.)

## Принципы построения нейропсихологических диагностических методик
1. Принцип функциональной пробы, т.е. направленность методики на изучение определенного психического процесса.
2. Принцип поливалентности. Одна методика может дать информацию о состоянии различных психических процессов и их различных аспектов.
3. Принцип портативности: методика должна быть компактной и не занимать много времени.
4. Возможность изменения инструкции методики и способов подачи стимульных материалов по усмотрению нейропсихолога.
5. Принцип провокации: нацеленность методик на выявление в первую очередь поврежденных звеньев психической функции.
6. Принцип перекрестного контроля: для изучения любой психической функции необходимо использование набора методик, результаты выполнения которых дополняют и уточняют друг друга.
7. Анализ не только результата выполнения пробы, но и самого процесса деятельности и его составляющих.
8. Принцип сочетания качественного и количественного анализа.
9. Принцип обучения в эксперименте. В ходе выполнения методики фиксируется возможность научения и перенесения метода решения на аналогичные задачи.
10. Принцип сопоставления полученных результатов с данными анамнеза, историей болезни и заключениями других специалистов.
11. Принцип учета преморбидных, личностных, возрастных и иных особенностей пациента.

## Процедура проведения
Нейропсихологическое обследование проводится квалифицированным специалистом в области клинической психологии, который определяет, какие будут использованы методы диагностики и в каком порядке. На начальных этапах выдвигается гипотеза, основанная на результатах анализа истории болезни, дневниковых записях предыдущего лечащего врача, а также заключения других специалистов. По результату выполнения конкретных заданий нейропсихолог может подтвердить гипотезу или же опровергнуть её. После этого происходит выделение основного фактора и написание заключения.

## Методы нейропсихологического обследования
В ходе диагностики (проведения нейропсихологических проб, следящей диагностики) могут обнаружиться различные симптомы нарушений. Их классифицируют как первичные, вторичные и третичные. Первичные симптомы проявляются при выпадении звена психической функции, в то время как вторичные отражают влияние этого дефекта на одну или несколько психических функций в целом. Третичные симптомы выражаются в перестройке работы мозга в результате компенсаторных процессов.
Существует несколько различных классификаций методов нейропсихологической диагностики. Ниже приведена классификация, предложенная Т. В. Ахутиной.

### I блок. Энергетический блок и подкорково-стволовые структуры
При обследовании энергетический блок и подкорково-стволовые структуры оцениваются при помощи двух индексов:1) гиперактивности-импульсивности и 2) замедленности-утомляемости, которые выявляются при выполнении всех проб.

### II блок. Блок приема, переработки и хранения информации

#### Обработка кинестетической информации
- Кинестетический праксис (праксис позы пальцев)
- Оральный праксис

#### Обработка слуховой информации
- Воспроизведение и оценка ритмов
- Понимание слов, сходных по звучанию, по значению
- Слухоречевая память

#### Обработка тактильной информации
- Доски Сегена

#### Обработка зрительной информации
- Наложенные фигуры (проба Поппельрейтера)
- Перечеркнутые рисунки
- Незаконченные рисунки
- Зрительные ассоциации
- «Слепые часы»
- Химеры

#### Обработка зрительно-пространственной информации
- Пространственный праксис(проба Хэда)
- Конструктивный праксис
- Кубики Коса
- Куб Линка
- Рисунок трехмерного объекта
- Зрительно пространственная память
- Тест комплексной фигуры Рея-Остеррица

### III блок. Блок программирования и контроля произвольных действий.
- Регуляторный праксис
- Реакция выбора, конфликтная проба
- Таблица Шульте
- Счет
- Решение задач
- Ассоциативные ряды
- «Пятый лишний»
- Корректурная проба
- Раскладывание серии картинок
- Счёт по Крепелину Серийная организация движений
  - Динамический (кинетический) праксис. Проба «кулак-ребро-ладонь» , проба на реципрокную координацию рук
  - Графическая проба 
  - Выполнение ритмов по инструкции